# Огіївка (Бердичівський район)
Огі́ївка — село в Україні, у Ружинській селищній громаді Бердичівського району Житомирської області. Населення становить 663 особи.

## Історія
Село Огіївка було осаджене на землях Анни з Тишкевичів княгині Корецької, вдови по князю Йоахиму Корецькому в 1622 р. Від шляхтича Огія, котрий перебував на службі у князів Корецьких та заснував (осадив) нове поселення, село й отримало свою назву[джерело?].
Колишній орган місцевого самоврядування — Огіївська сільська рада.

## Транспорт
За 4 км від села знаходиться залізнична «станція Зарудинці», де можна сісти на приміські дизель-поїзди Козятин-Погребище, Козятин-Жашків і Козятин-Христинівка.

## Відомі люди
- Михайло Петрович Кудрицький (1856–1933) — український метеоролог.
- Віталій Васильович Федорчук — голова КДБ УРСР (1970—1982), голова КДБ СРСР (1982), міністр внутрішніх справ СРСР (1982—1986).